# 버무리
버무리 또는 버무리떡은 쌀가루에 콩이나 팥 또는 쑥 등을 한데 버무려 찐 떡이다.

## 종류
- 쑥버무리 – 쑥
- 콩버무리(콩무리) – 콩
- 팥버무리 – 팥

## 만들기
버무리떡을 만들 때는 멥쌀가루에 콩이나 팥 등을 뒤섞어 켜를 짓지 않고 시루에 찌거나 쌀가루와 쑥을 한데 버무려서 시루에 찐다. 